# Église Saint-Palais de Saint-Palais-de-Négrignac
L'église Saint-Palais est une église située à Saint-Palais-de-Négrignac, dans le département français de la Charente-Maritime en région Nouvelle-Aquitaine.

## Historique
Prieuré-cure dépendant de l'abbaye Saint-Romain de Blaye depuis le XIe siècle, l'église d'origine romane (XIIe siècle) est reconstruite dans le style gothique au XVe siècle avant d'être agrandie à la Renaissance.
L'église est inscrite au titre des monuments historiques par arrêté du 5 décembre 2000.

## Galerie

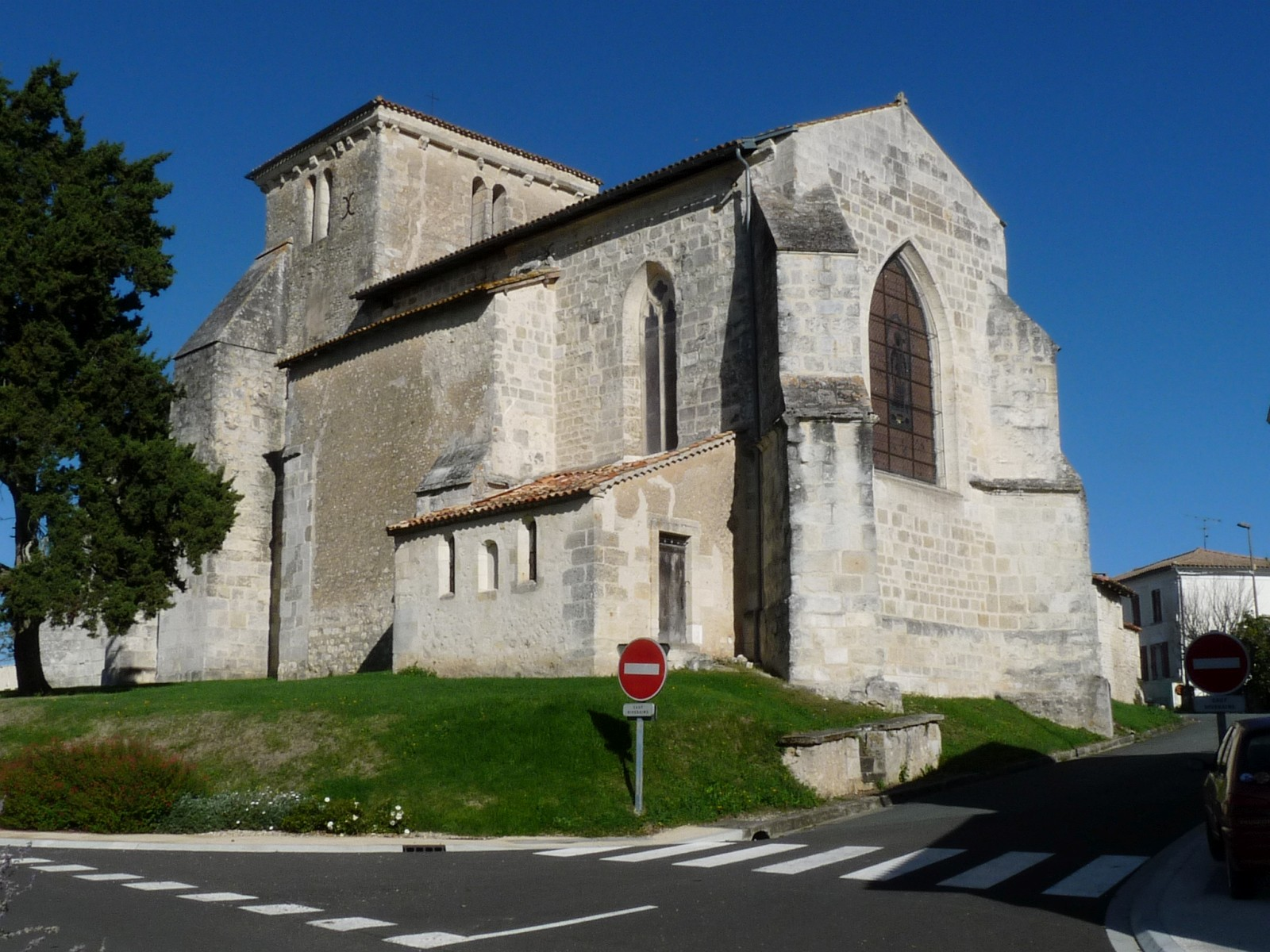
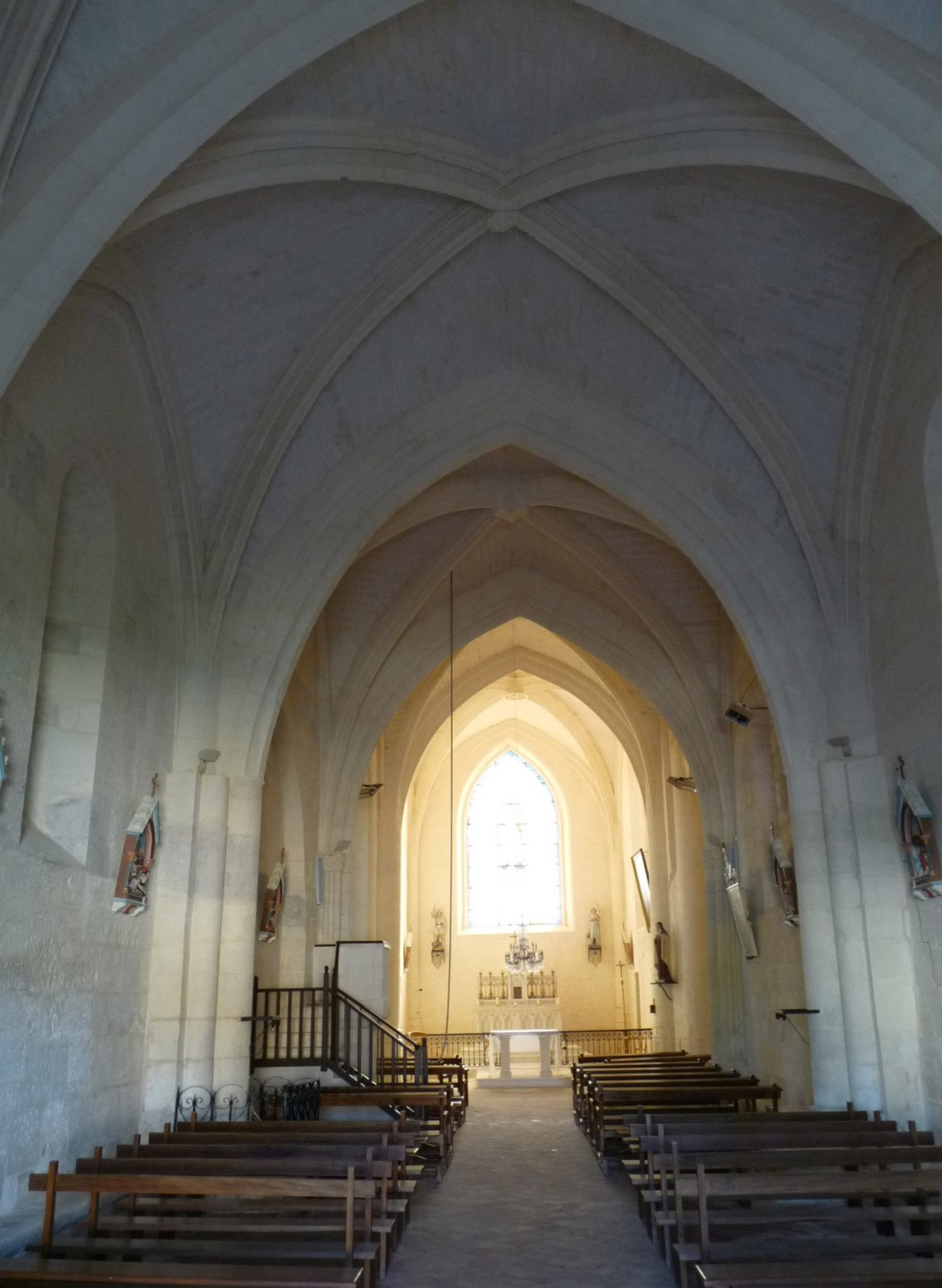
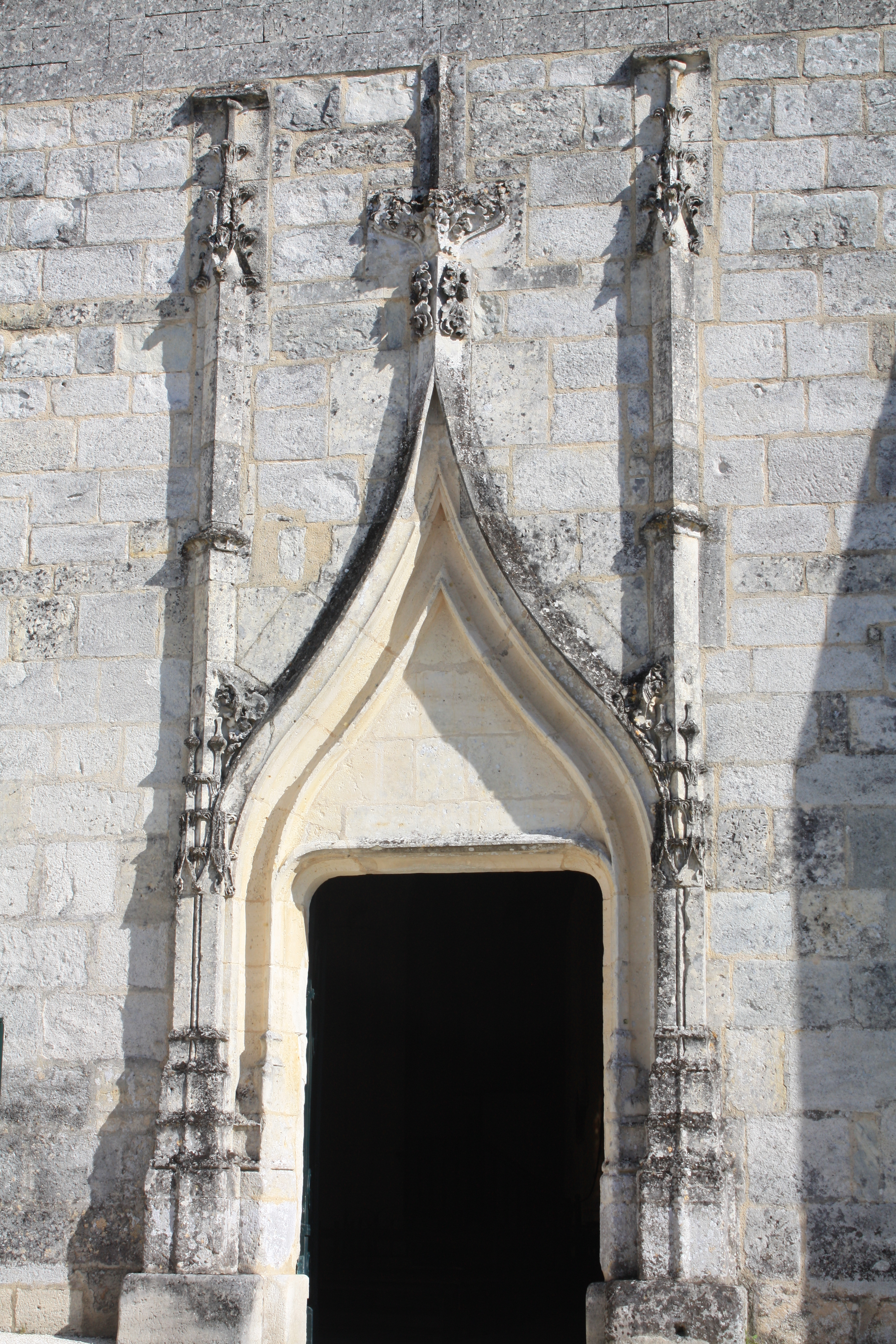
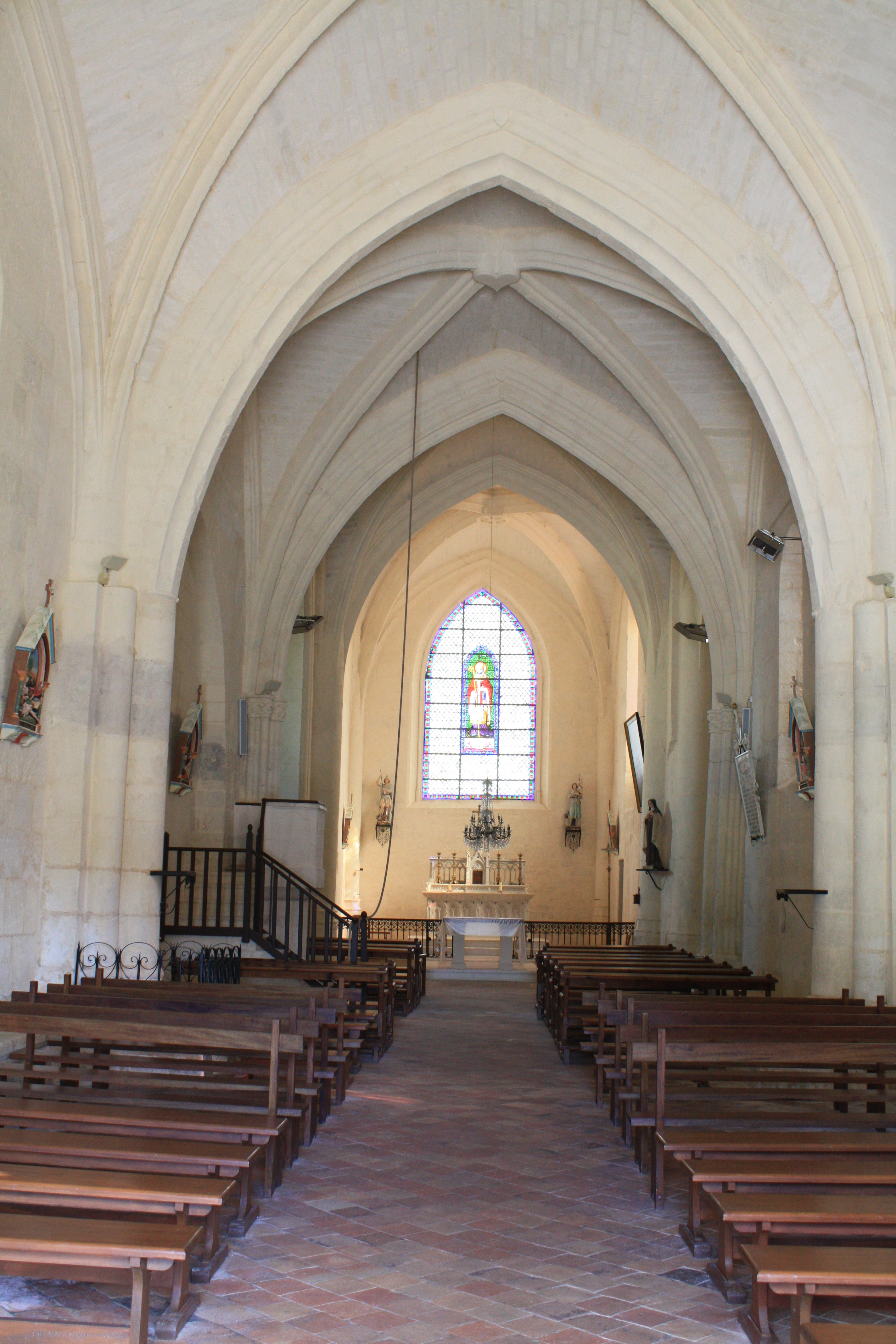
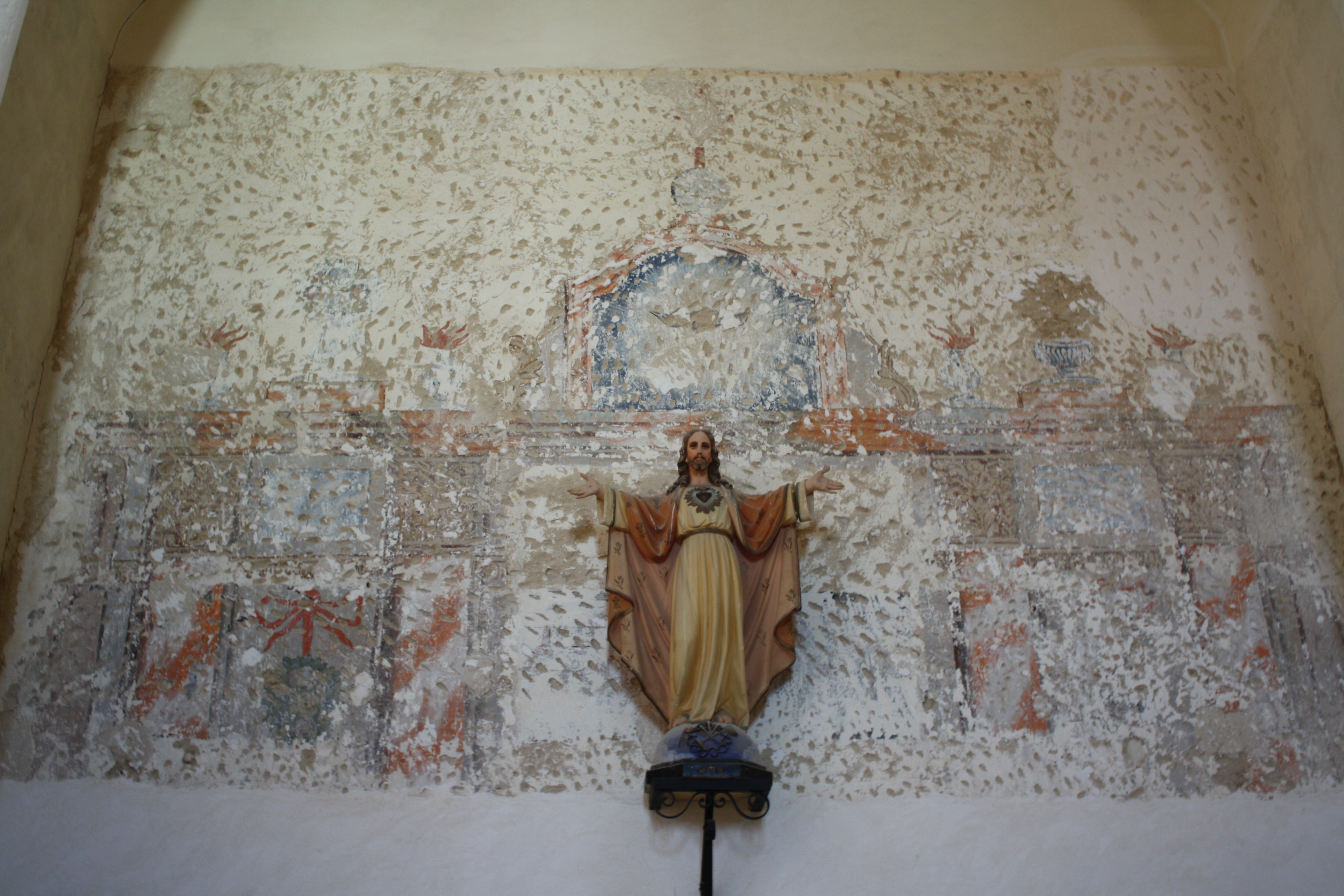
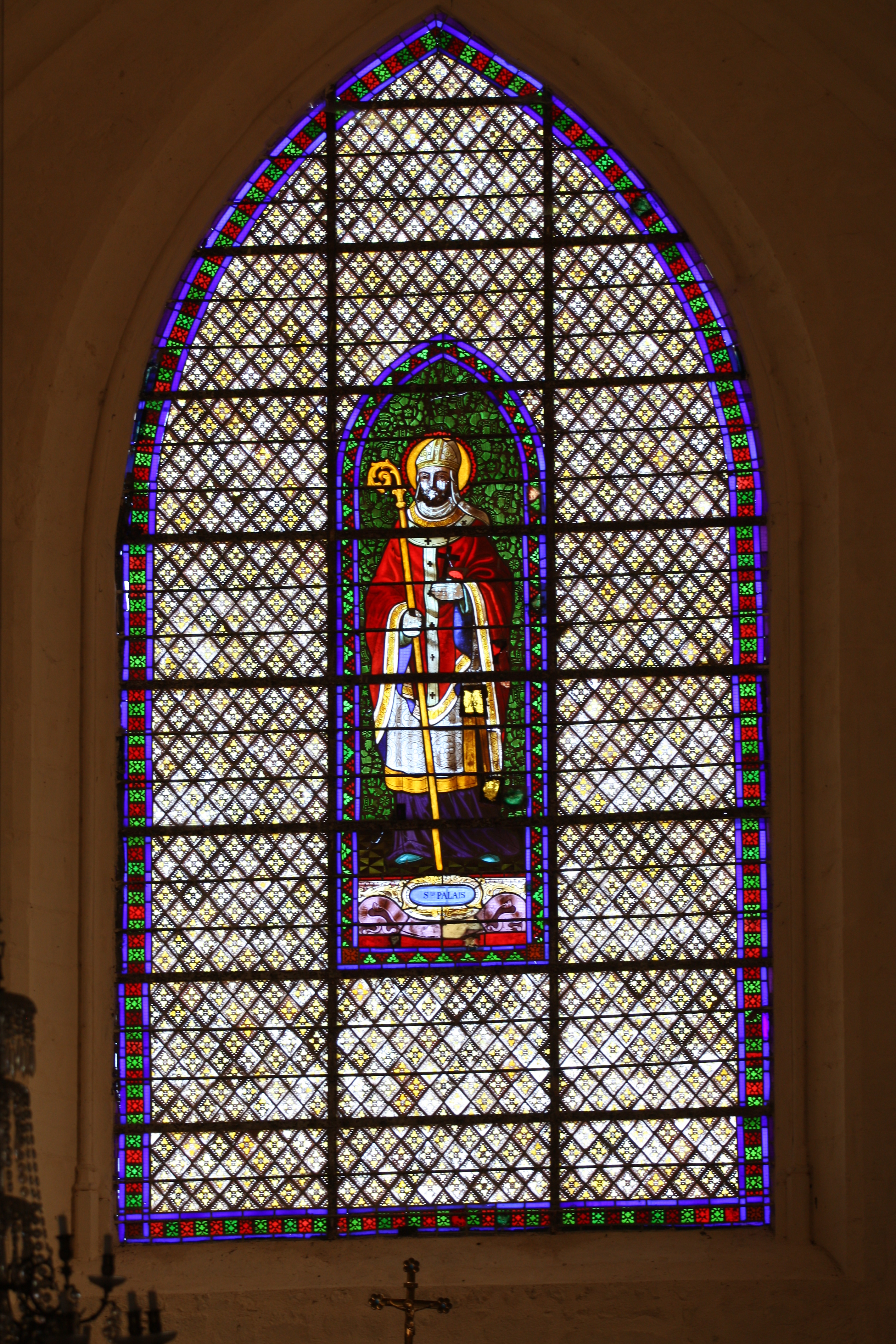
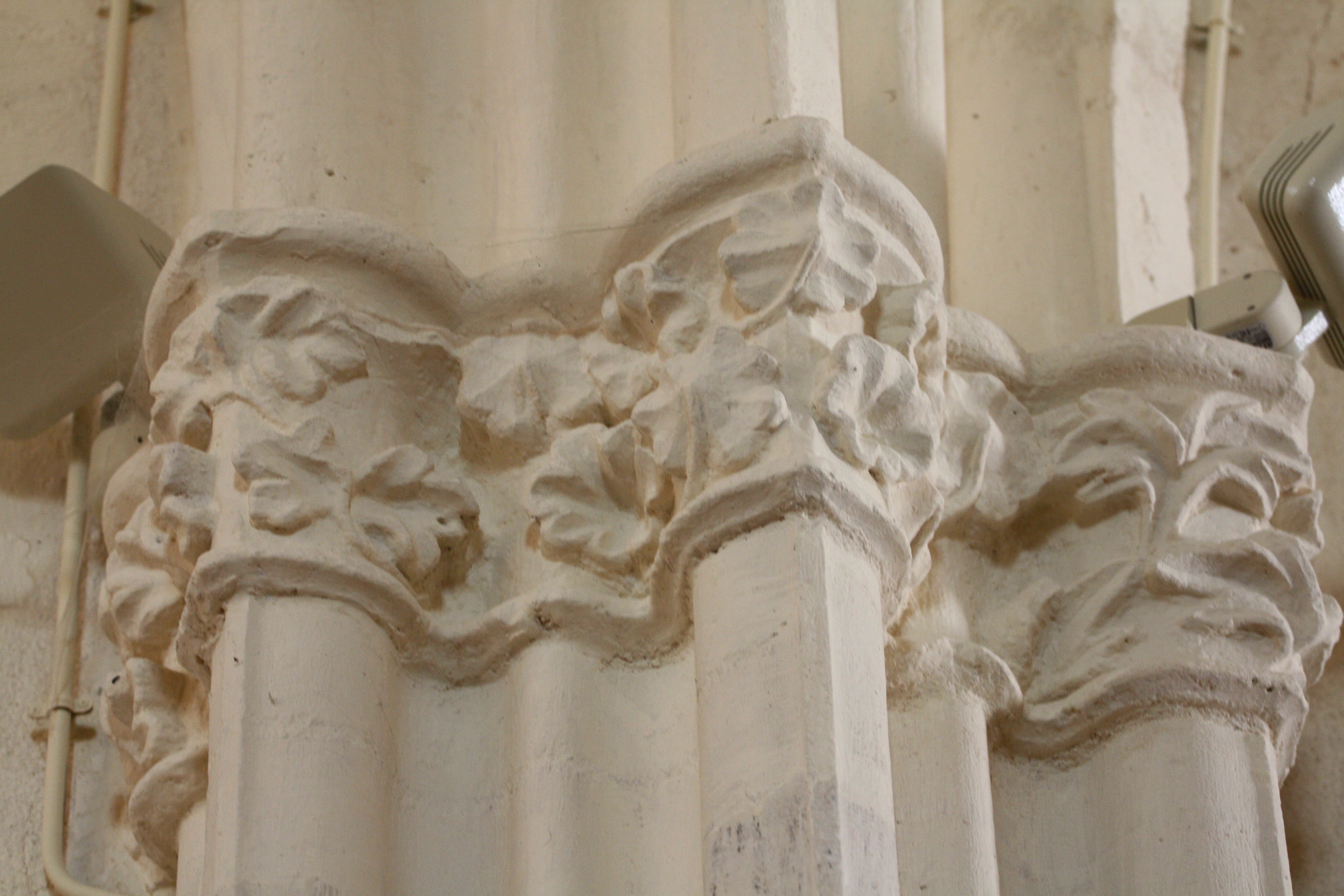
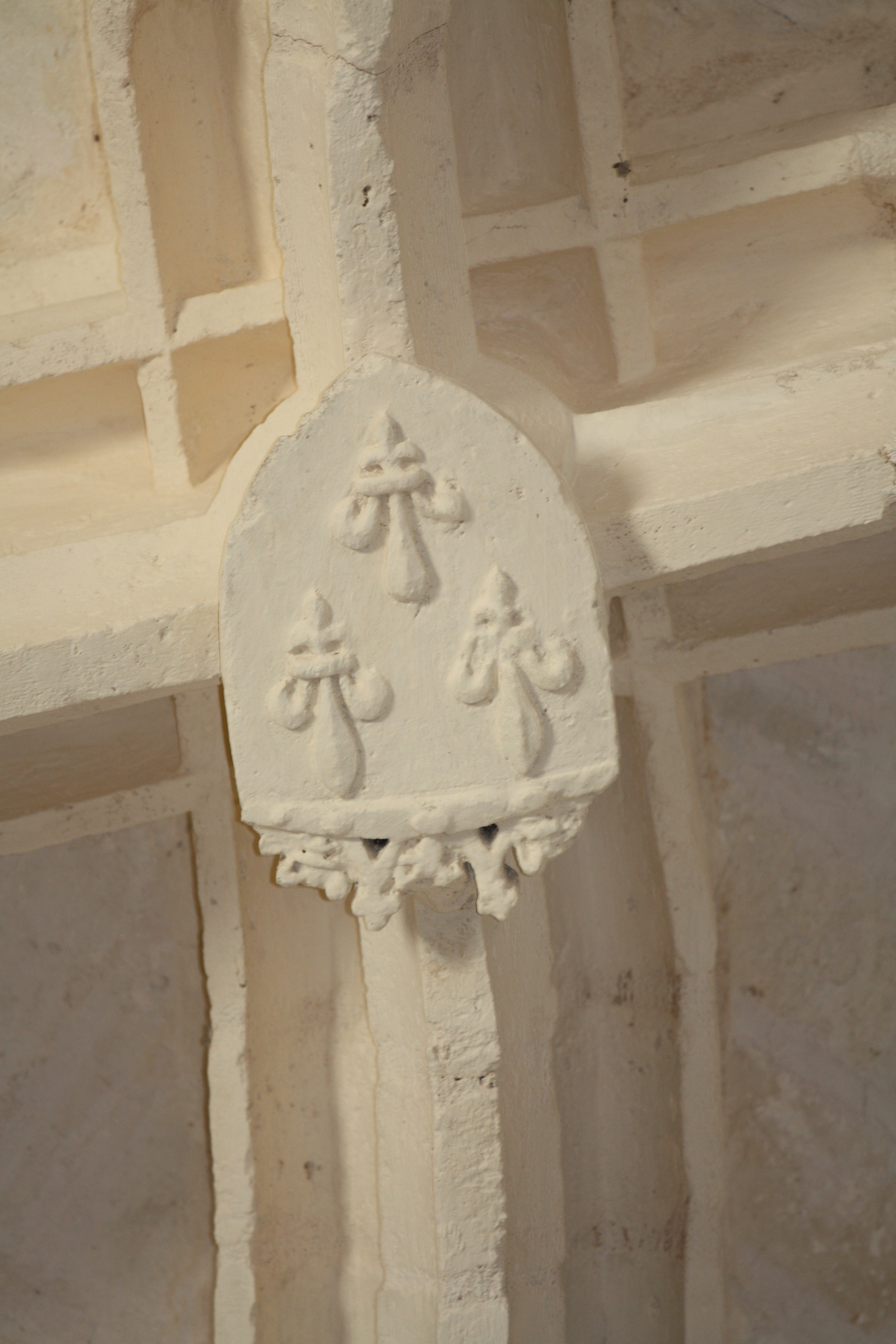
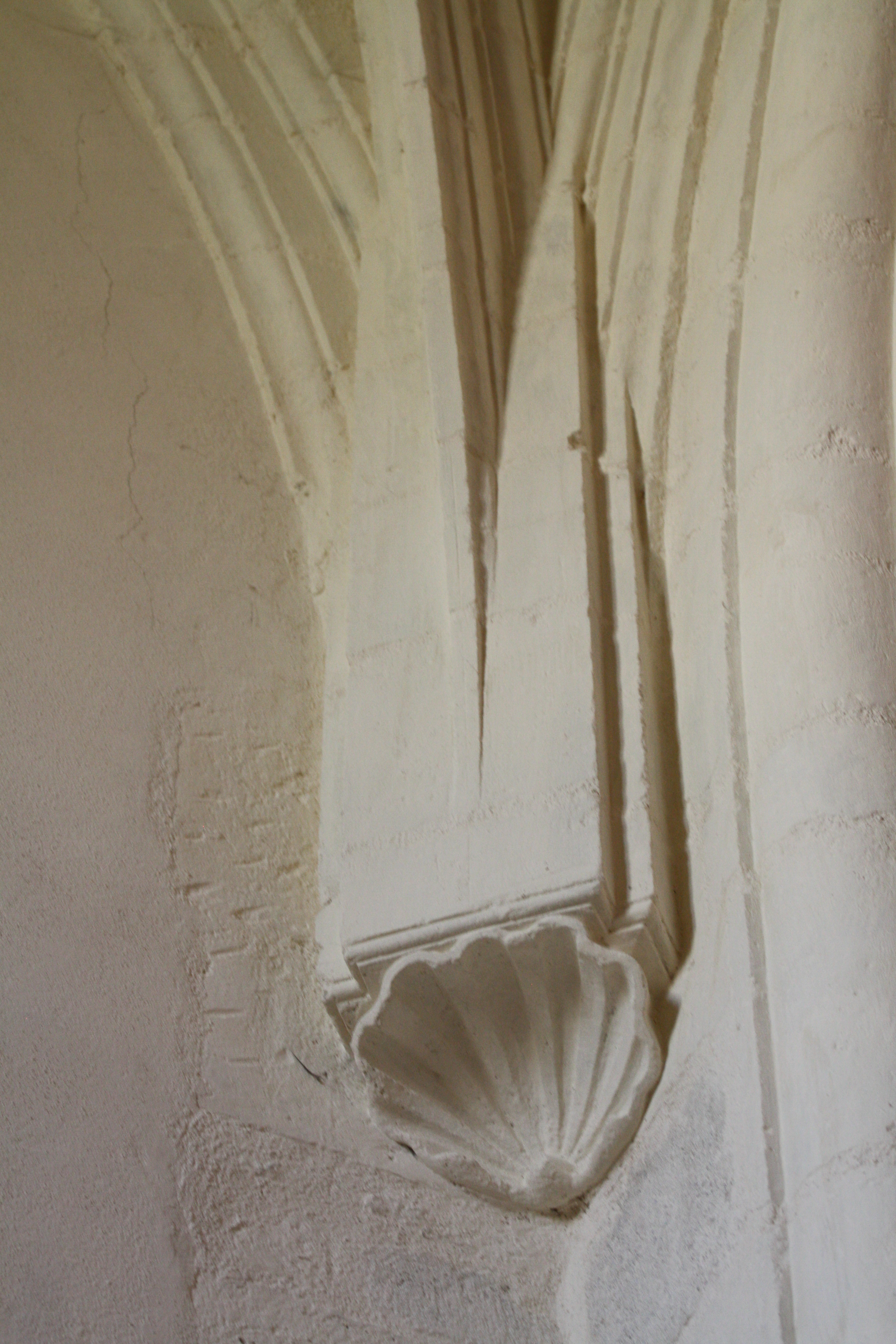